# Masdevallia kuhniorum
Masdevallia kuhniorum är en orkidéart som beskrevs av Carlyle August Luer. Masdevallia kuhniorum ingår i släktet Masdevallia och familjen orkidéer. Inga underarter finns listade i Catalogue of Life.